# Herrskapet Stockholm ute på inköp
Herrskapet Stockholm ute på inköp (ook bekend als Herr och fru Stockholm) is een Zweedse stomme film uit 1920. De film was een reclamefilm voor PUB, een warenhuis in het centrum van Stockholm. De film is voornamelijk bekend omdat Greta Garbo haar filmdebuut erin maakte. Garbo werkte destijds als verkoopster en later als mannequin voor het warenhuis en werd ontdekt door Ragnar Ring, de regisseur van deze film. 

## Verhaallijn
Meneer en mevrouw Stockholm gaan inkopen doen voor hun aanstaande reis. Samen met hun twee kinderen bezoeken ze verschillende afdelingen van warenhuis PUB, alwaar zij door diverse leden van het personeel worden begeleidt en geholpen.

## Rolverdeling
| Acteur           | Personage      |
| ---------------- | -------------- |
| Ragnar Widestedt | Herr Stockholm |
| Olga Anderson    | Fru Stockholm  |
| Greta Garbo      | Een Mannequin  |